# Ana Britanska
Ana, kraljica Velike Britanije in Irske, * 6. februar 1665, † 1. avgust 1714
Ana se je rodila med vladavino svojega strica Kralja Karla II. Njen oče je bil Karlov mlajši brat in njen domnevno dedič, Jakob, katerega so sumili rimokatolištva je bilo nepopularno v Angliji. Na Karlova navodila, sta Ana in njena starejša sestra Marija bili vzgojeni kot Anglikanki. Marija se je poročila z Nizozemskim protestantskim bratrancem, Viljemom III. Oranskim leta 1677, Ana pa se je poročila z luteranskim princem Jurijem Danskim leta 1683 Po Karlovi smrti leta 1685 je Jakobu uspelo priti na prestol. Že po treh letih je bil odstavljen v veličastni revoluciji leta 1688. Marija in Viljem sta postala združena monarha. Čeprav sta si bili sestri blizu, so nesoglasja o Anninih financ, statusov in izbire poznanstva malo po Marijenem pristopu bili odtujeni. Viljem in Marija nista imela otrok. Po Marijini smrti leta 1694, je Viljem vladal sam do svoje smrti let 1702, koga je zamenjala Ana.
Med njeno vladavino, je bila Ana naklonjena Torynim politikom, kateri so bili bolj pripravljeni deliti njeno Angleško vero videti njene nasprotnike, WHIGS. Whigs so rastla bolj in bolj močna med vzrokom za vojno za španski uspeh, do 1710 ko jih je Ana veliko odpustila iz pisarne. Njeno bližnje prijateljstvo z Saro Churchill, Nizozemsko, se je spremenilo kislo zaradi političnih razlik. Nizozemci so se maščevali z nelaskavim opisom o kraljici v njenih spominih, kar je bilo široko sprejeto pri zgodovinarjih do tega da je bila Ana ponovno ocenjena po koncu dvajsetega stoletja.
Ana je imela kugo zaradi revnega zdravja skozi njeno življenje, rasla je postopoma  bolno in debelo. Kljub 17im nosečnostim je umrla.
| Predhodnik: Viljem III. Oranski | Britanski monarh 1. avgust 1702 – 11. junij 1714 | Naslednik: Jurij I. Britanski |